# Rekryter
Rekryter är sedan den 1 juli 2010 en personalgrupp i Sveriges Försvarsmakt som omfattar den som är antagen till eller genomgår militär utbildning inom Försvarsmakten enligt förordningen (2010:590) om grundläggande och kompletterande militär utbildning inom Försvarsmakten.
Under 2010 ersätts värnpliktsutbildningen med en ny frivillig militär grundutbildning som genomförs för första gången 2011. Efter den 1 juli 2010 utbildas ingen med totalförsvarsplikt såvida inte Sveriges försvarsberedskap kräver det. Totalförsvarsplikten är dock tillbaka i Sverige från och med år 2018.